# Hohwacht (Reisiswil)
Die Hohwacht bei Reisiswil ist mit 780 m ü. M. der höchste Punkt im östlichen Oberaargau in der Schweiz.
Bis 1798 war die Hohwacht auf dem Ghürn eine der wichtigen Höhenfeuer-Signalstationen; über diese Hochwachten konnte Tag und Nacht mit Feuerzeichen innerhalb 3 bis 4 Stunden im ganzen Kanton Alarm ausgelöst werden. Letztmals benutzt wurde das System 1798, als die französische Armee Bern angriff.

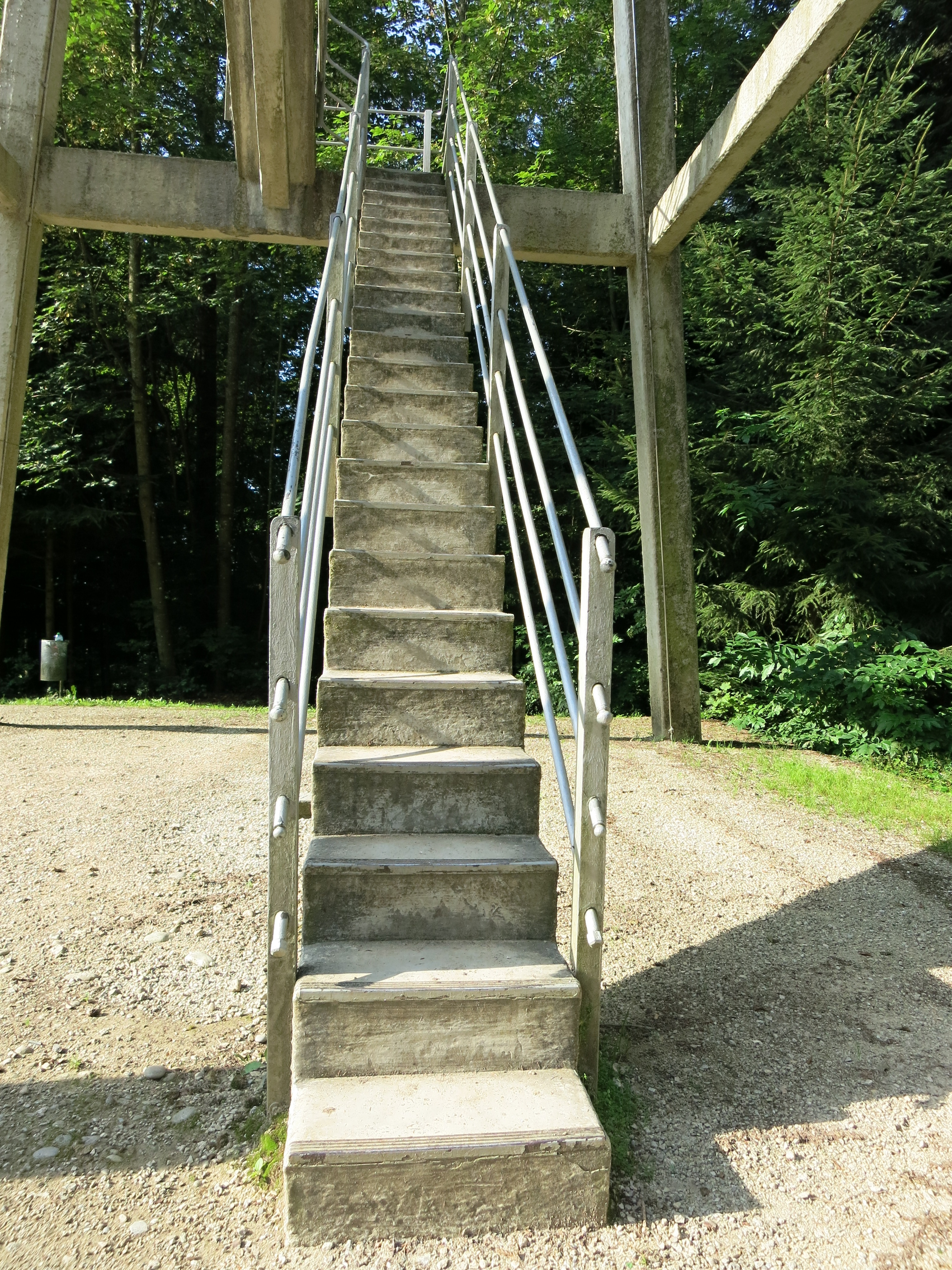
Untere Treppe
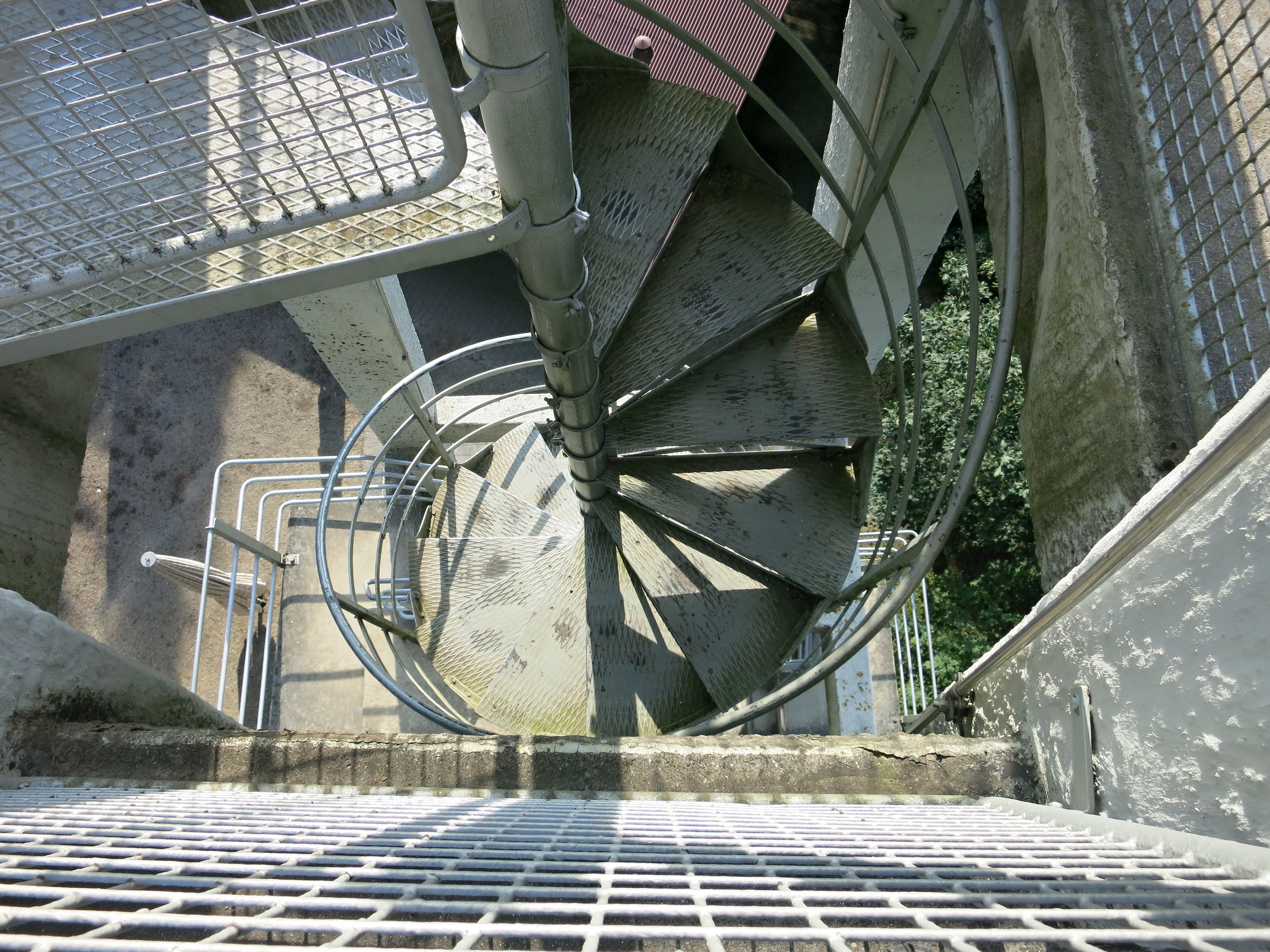
Obere Treppe
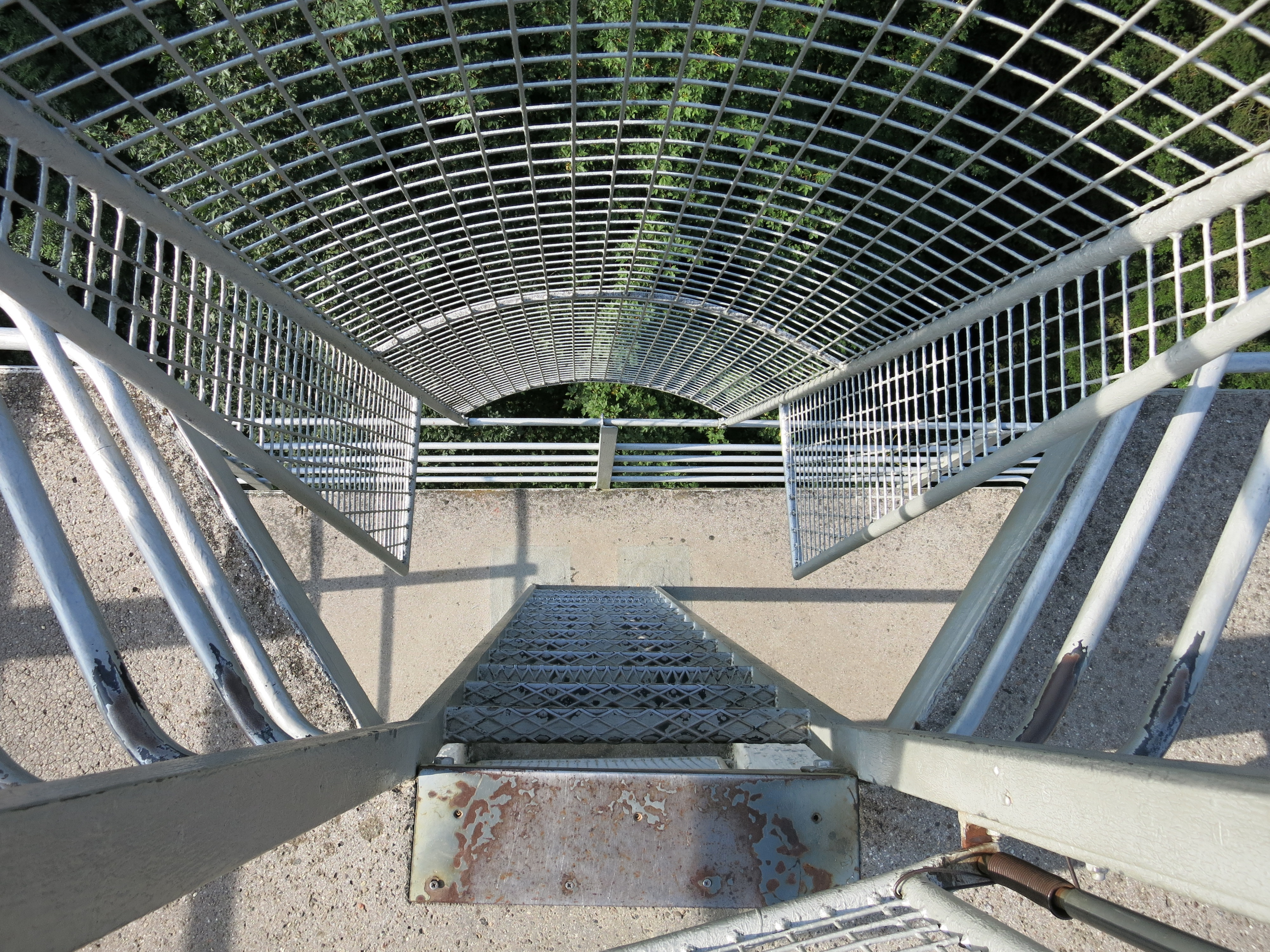
Leiter
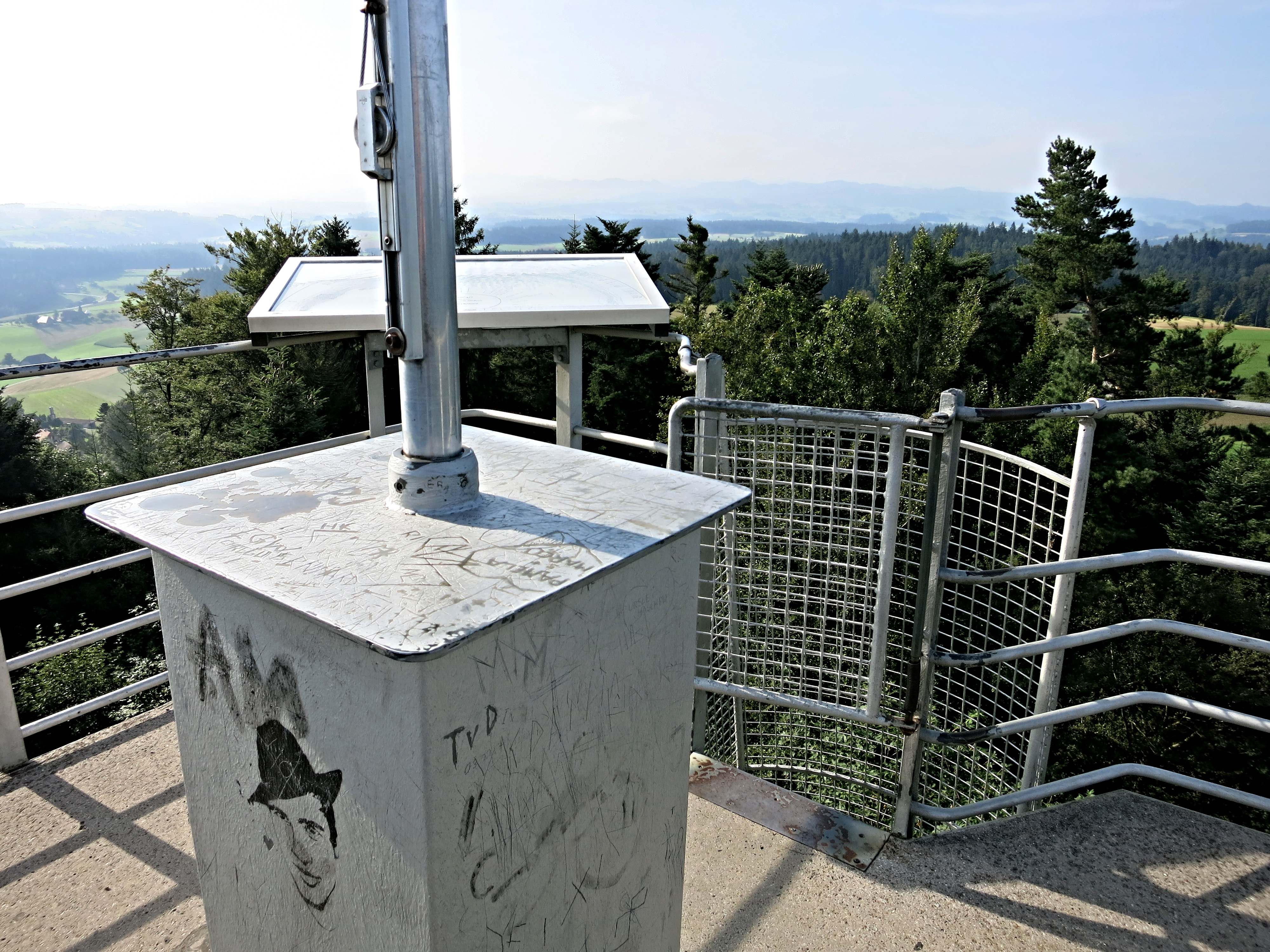
Aussichtsplattform

Heute steht auf dem Gipfel ein 20 m hoher Aussichtsturm aus Beton. Die ersten 70 Stufen führen zur 1. Plattform. Danach gelangt man über eine Wendeltreppe mit 21 Stufen zur nächsten Plattform. Schliesslich erreicht man über eine Leiter mit 14 Stufen die oberste Aussichtsplattform in 20 Meter Höhe. Sie bietet einen Rundblick über das Mittelland, das Aaretal, vom Jura bis zu den Alpen. Die Panoramatafel auf dem Aussichtsturm nennt 150 Gipfel. 
Von 1886 bis 1911 stand an gleicher Stelle ein Turm aus Holz.
Die Hohwacht ist bewaldet und durch mehrere Wanderwege erschlossen.